# ONE TRACK MIND
ONE TRACK MIND（ワントラックマインド）は日本のスカバンド。通称ワントラ。

## 概要
1996年、元'RED HOT ROCKIN' HOODのBAGIを中心に結成。
スカ、ロック、パンク、サイコビリー、R&B、80'sに影響を受けたサウンドで、ホーン・セクションに加えてロカビリー等に用いられる
ウッドベース（コントラバス）によるスラップ奏法を多用しているのが特徴。
バンド名の由来はJohnny Thundersの曲名から。
1998年3月、SNAIL RAMP率いる竹村のSchool Bus Recordsよりシングル「AT LAST」をリリース。
2012年12月25日、バンマスだったBAGIが急性心不全のため死去（享年42）
2016年はバンド結成から20周年であり、前作から10年ぶりとなるアルバム「Mr.Sunlight」を発売。
2021年結成25周年。
2024年11月13日に自主レーベル「バギラレコーズ」を立ち上げ、7インチシングルレコード「ラッシュアワー/君はともだち」を8年ぶりにリリース。

## メンバー
- ZAKO (ボーカル)
- スナガワナオキ (トロンボーン)
- OMATA (テナー・サックス)
- SHIVA (トランペット)
- KYON2（アルト・サックス）
- MIYAMOTO（ウッドベース）
- AJ (ギター) （ex CURIO）
- CHEE B'oi' （テナー・サックス）
- AZU（キーボード）

### ゲスト参加中のメンバー
- TOMOYUKI HAGIWARA（ドラム）

### 活動休止中のメンバー
- KATAYAMA (トランペット)
- O-364 (テナー・サックス)

### 過去在籍していたメンバー(ゲスト含む)
- BAGI (ドラム) - （2012年12月25日逝去）
- MAITA (ウッドベース)
- マサキ（ギター）
- 山口れお(トランペット)
- HIROTO (ギター)（ex FC FIVE）
- シロウ (ウッドベース) (現THE FLATZ)
- 海野 (ウッドベース)
- 浜田光風 (トランペット)（ex東京スカンクス 現COOL WISE MAN）
- OGAさん (トランペット)（BLUE BEAT PLAYERS）
- ヨウヘイ（トランペット）
- サワ（トランペット）

ゲスト参加ミュージシャン
- キム(ギター)（THE SWAMPS ex.DOG'GIE DOGG：2020年8月18日逝去）
- キョウイチ（トランペット）
- とら様 (ウッドベース)（現DOG'GIE DOGG）
- 中村（T-SAX）
- YU (キーボード、ピアノ)
- アキオ(ギター)（KOOLOGI ex.SNAIL RAMP）
- UC OHZEKI（ウッドベース　ex.東京カンカンリズム）
- NOBUAKI NISHIZAWA（ギター）（ex UNCABA AUTHENTIC BAND / IDORATER）
- ANI-KEY（キーボード）（ex.BRAVE LION）

## ディスコグラフィー

### アルバム
- Mr.Sunlight (2016/09/21発売）DIWPHALANX RECORDS PX-313
  - DO AS YOU FEEL / Dance！ Dance！ Dance！ / Fisherman / Mr.Sunlight / 月下美人(BAGI-SKA)
  - あの娘は天然記念物 / Under The Sea(The Little Mermaid) including Part Of Your World
  - アラスカ・マキエイ・タンクトップ / Love Song / Onion Boy / 虹の向こうに
- THE WORLD（2005/08）LASTRUM CORPORATION LACD-0079
  - MASTER OF DROPKICK / チャンネルQ / ダウンタウン(シュガー・ベイブ) / PLUS ONE 4:28 / アカカゲ / BAGI CORE
  - クレイジー173 / kazamidori / Smile / ナターシャ / マーライオン
- What are you bitching ?（1999/10）SCHOOL BUS RECORDS　SCHOOL-022
  - Uppers / やいじゃん / Porkvitz / 住吉の女 / D-skas / For You / 南国 / Nude Rock

### ミニアルバム
- TOO MUCH TOO COVER（2006/08） LASTRUM CORPORATION LACD-0092
  - SAINT THOMAS (Sony Rollins)/FUN×4 (大瀧詠一)/BITTER SWEET SAMBA/ONLY YOU
  - ジャングル・ブギ（笠置シヅ子）/Enjoy Yourself（The Specials）

### シングル
- ラッシュアワー / 君はともだち（2024/11）バギラレコーズ / JPN / 7"(レコード) / BG001
- Porkvitz（1999/08）SCHOOL BUS RECORDS　SCHOOL-020
  - Porkvitz / D-skas
- AT LAST（1998/03）SCHOOL BUS RECORDS　SCHOOL-005
  - LONELY MEN / THE QUILA / REMEMBER YOU / NUDE ROCK

### スプリット
- DOUBLE BED　with バナナシェイクス (2000/02) DIWPHALANX RECORDS PX-45/PXLP-45
  - MANIC MONDAY(バングルス) / JOIN US

### オムニバス
- BEST HIT S.K.A. （2004/06）cutting edge　CTCR-14357
  - MANIC MONDAY(バングルス)
- ASIAN SKA FOUNDATION  （2003/08）AUTR-01
  - D-skas (Dos Caras Edition)
- SMASH In LA-PPISCH ! （1999/11）TIGER HOLE　THUC-1001
  - Toys

## その他
2ndアルバムThe WORLDに収録されている「Master Of Drop Kick」は新日本プロレス　第52代IWGPジュニアヘビー級チャンピオン 元CMLL世界ウェルター級チャンピオン田口隆祐選手の入場テーマとして使用されている。